# Sam Panopoulos

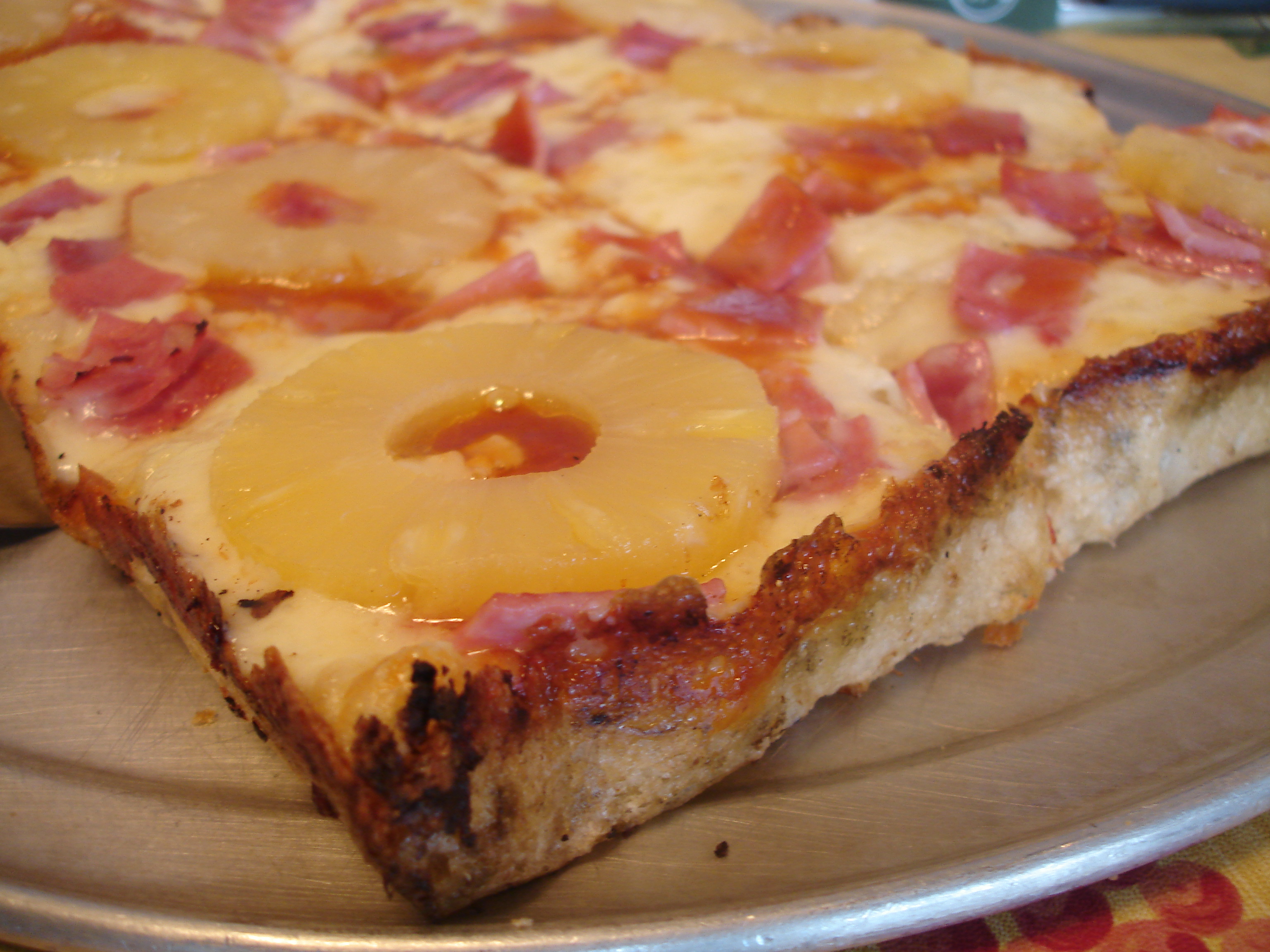
Pizza Hawaiana

Sōtīrios Panopoulos, noto come Sam (in greco Σωτήριος Πανόπουλος?) (Vourvourou, 20 agosto 1934 – London, 8 giugno 2017), è stato un cuoco e imprenditore greco naturalizzato canadese accreditato come l'ideatore della pizza hawaiana.

## Biografia
Panopoulos è nato in Grecia nel 1934, all'età di 20 anni, nel 1954 è emigrato ad Halifax, in Canada. Ha iniziato a lavorare come cuoco pizzaiolo nel 1960. Nel 1962 ha proposto l'utilizzo dell'ananas come ingrediente per la pizza.
È deceduto all'University Hospital di London all'età di 82 anni l'8 giugno 2017.
Vita privata
Sam è stato sposato per 50 anni con sua moglie, Christine con la quale ha avuto un figlio e una figlia. La coppia ha avuto numerosi nipoti.